# Крапон
Крапон (фр. Craponne) је насељено место у Француској у региону Рона-Алпи, у департману Рона.
По подацима из 2011. године у општини је живело 9865 становника, а густина насељености је износила 2135,28 становника/km².

## Демографија
| 1962. | 1968. | 1975. | 1982. | 1990. | 2011. |
| ----- | ----- | ----- | ----- | ----- | ----- |
| 2.859 | 3.423 | 4.592 | 5.536 | 7.048 | 9.865 |